# Crystal Kay
Crystal Kay Williams (japonês: クリスタル・ケイ・ウイリアムズ), mais conhecida por Crystal Kay (クリスタル・ケイ, Kurisutaru Kei, Yokohama, 26 de fevereiro de 1986) é uma cantora japonesa de música Pop e R&B.  Crystal Kay estreou na gravadora Epic Records, uma subdivisão da Sony Music Japan, em 1999 com o single Eternal Memories. Em 2011, Crystal mudou-se para sua atual gravadora, Deli Deli Records, subdivisão da Universal Music Japan.

## Biografia
Crystal Kay é filha de pai afro-americano (um baixista de New Jersey) e de mãe nipo-coreana. Crescer tendo pais músicos influenciou Crystal a lançar uma carreira própria na música, que ela começou com sua estreia aos 13 anos. Antes disso, ela fez um trabalho de narração para um comercial de TV aos seis anos de idade.
Crystal Kay nasceu e cresceu no Japão, mas estudou na Kinnick High School quando seu pai estava morando em Yokosuka. Agora ela estuda na Sophia University, que é a mesma universidade onde Beni Arashiro atualmente estuda; os dois parecem ser bons amigos. Ela é fluente tanto em inglês quanto em japonês, tendo estudado também francês.
O Single mais vendido de sua carreira até agora é o "Koi ni Ochitara (恋におちたら") de 2005, que foi usado na novela Koi ni Ochitara: Boku no Seikō no Himitsu (恋におちたら～僕の成功の秘密～), tendo ficado em segundo lugar nas pesquisas semanais e em trigésimo lugar dentre os singles mais vendidos daquele ano, com uma estimativa de 288,629 cópias vendidas. Em 2006 Crystal lançou "Kirakuni", produzido pelos produtores americanos Jimmy Jam & Terry Lewis, que já trabalharam anteriormente com Janet Jackson e outros grandes artistas americanos, seu segundo single com uma faixa principal cantada totalmente em inglês, tendo sido a primeira "Shadows of Desire". Logo depois disso Crystal Kay lançou um novo álbum chamado Call me Miss... que ficou em segundo lugar na Weekly Oricon Album Charts.
Crystal começou o ano de 2007 com um novo single chamado "Kitto Eien ni" (きっと永遠に). O single foi lançado em 17 de janeiro e seria usado como tema para o live-action de Boku wa Imouto ni Koi wo Suru (僕は妹に恋をする). O próximo single de Crystal foi "Konna ni Chikaku de..." (こんなに近くで．．．), que foi lançado em 28 de fevereiro também de 2007 e foi usado como tema de encerramento do anime Nodame Cantabile (のだめカンタービレ). No dia 24 de março do mesmo ano Crystal Kay estrelou no último vídeo de m-flo, chamado "Love Don't Cry", para o encerramento das "séries românticas" de m-flo. Na ocasião, foi dito que m-flo começou esse projeto com Crystal Kay e queria terminar com ela. Anteriormente, eles tinham colaborado um com o outro nos singles "REEEWIND!" e "I LIKE IT". O single mais recente de Crystal é o "Anata no Soba de" (あなたのそばで), que foi lançado em 16 de maio de 2007; este é o seu primeiro single com apenas uma faixa e é descrito como um hino ao amor com uma essência de R&B. Seu sétimo álbum original, intitulado ALL YOURS e foi lançado em 20 de junho de 2007, sendo seu álbum mais recente. ALL YOURS foi o primeiro álbum de Crystal Kay a alcançar o primeiro lugar nas pesquisas em toda a sua carreira de oito anos.
Em 2008, Crystal lança o álbum Color Change, cujo lançamento coincidiu com o término de seus estudos na Universidade. Neste álbum, Crystal colaborou novamente com os produtores americanos Jimmy Jam & Terry Lewis nas faixas Itoshihito e I Can't Wait, além de colaborar co os produtores Bloodshy and Avant, que já trabalhoram com Britney Spears, na faixa It's a Crime. O single One foi tema do 11º filme animado de Pokémon.
Em 2009, para comemorar os 10 anos de carreira de Crystal Kay, será lançado o single After Love: First Boyfriend/Girlfriend, a primeira faixa com participação do cantor Kaname do grupo Chemestry e na segunda faixa com a cantora coreana BoA, com quem já havia colaborado na música Universe. Um álbum duplo com 2 CDs com os maiores hits de seus primeiros dez anos de carreira e um mini-álbum contendo colaborações com artistas japoneses como Jin Akanishi, do grupo KAT-TUN, foram lançados em 2 de setembro de 2009. Devido ao sucesso do álbum, foi lançado em 16 de dezembro de 2009 o álbum de remixes The Best Remixes of CK, incluindo remixes de seus antigos sucessos.
Em 2010, Crystal atuou pela primeira vez em um dorama da rede de televisão japonesa Nippon Television, Hidarime Tantei Eye. A série começou a ir ao ar em 23 de janeiro de 2010. Em 16 de julho de 2010, Crystal lançou o mini-álbum FLASH, contendo 7 músicas inéditas. No mesmo dia, foi lançado o DVD Crystal Kay Live In NHK Hall: 10th Anniversary Tour CK10, sende este seu primeiro DVD lançado que foi gravado ao vivo. Ainda no mesmo ano, Crystal lançou o single "Journey (Kimi to Futari de)" no dia 24 de novembro, seguido pelo álbum Spin The Music no dia 8 de dezembro, seu último lançamento pela Sony Music.
Em outubro de 2011, foi anunciado pela Universal Music que Crystal Kay estaria se mudando para a gravadora sob o selo Deli Deli Records, e em dezembro foi lançado o single Superman, o primeiro de Crystal sob a nova gravadora.
Em 14 de fevereiro de 2014, Kay fez sua estréia independente nos Estados Unidos, lançando via MTV Iggy her US seu videoclipe de estréia, "Busy Doing Nothing".[56]

## Discografia

### Álbuns de estúdio
| Ano  | Álbum                                                       | Posição no ranking de vendas |
| Ano  | Álbum                                                       | JPN                          |
| ---- | ----------------------------------------------------------- | ---------------------------- |
| 2000 | C.L.L Crystal Lover Light - Lançamento: 23 de março de 2000 | 60                           |
| 2001 | 637: Always and Forever - Lançamento: 22 de agosto de 2001  | 19                           |
| 2002 | Almost Seventee] - Lançamento: 23 de outubro de 2002        | 2                            |
| 2003 | 4 Real - Lançamento: 27 de novembro de 2003                 | 6                            |
| 2005 | Crystal Style - Lançamento: 2 de março de 2005              | 2                            |
| 2006 | Call Me Miss... - Lançamento: 22 de fevereiro de 2006       | 2                            |
| 2007 | All Yours - Lançamento: 20 de junho de 2007                 | 1                            |
| 2008 | Color Change! - Lançamento: 6 de agosto de 2008             | 8                            |
| 2010 | Spin The Music - Lançamento: 8 de dezembro de 2010          | 36                           |
| 2012 | Vivid - Lançamento: 27 de junho de 2012                     | 35                           |
| 2015 | Shine - Lançamento: 16 de dezembro de 2015                  | 10                           |
| 2018 | For You - Lançamento: 13 de junho de 2018                   | 30                           |

### Álbuns de compilação
| Ano  | Álbum                                                   | Posição no ranking de vendas |
| Ano  | Álbum                                                   | JPN                          |
| ---- | ------------------------------------------------------- | ---------------------------- |
| 2004 | CK5 - Lançamento: 30 de junho de 2004                   | 2                            |
| 2009 | Best of Crystal Kay - Lançamento: 2 de setembro de 2009 | 3                            |
| 2011 | Love Song Best - Lançamento: 14 de dezembro de 2011     | 81                           |

### Outros álbuns
| Ano  | Álbum                                                              | Posição no ranking de vendas |
| Ano  | Álbum                                                              | JPN                          |
| ---- | ------------------------------------------------------------------ | ---------------------------- |
| 2004 | Natural: World Premiere Album - Lançamento: 17 de dezembro de 2003 | 34                           |
| 2009 | The Best Remixes of CK - Lançamento: 16 de dezembro de 2009        | 195                          |

### EP
| Ano  | Álbum                                        | Posição no ranking de vendas |
| Ano  | Álbum                                        | JPN                          |
| ---- | -------------------------------------------- | ---------------------------- |
| 2007 | Shining - Lançamento: 28 de novembro de 2007 | 21                           |
| 2010 | FLASH - Lançamento: 16 de julho de 2010      | 29                           |

## Singles
| Ano  | Single | Posição no ranking | Álbum                                |
| Ano  | Single | JPN                | Álbum                                |
| ---- | --- | ------------------ | ------------------------------------ |
| 1999 | Eternal Memories | 47                 | C.L.L Crystal Lover Light            |
| 1999 | Teenage Universe: Chewing Gum Baby                                                                                   | 47                 | C.L.L Crystal Lover Light            |
| 1999 | Komichi no Hana (こみちの花; Corredor de flores)                                                                     | 80                 | C.L.L Crystal Lover Light            |
| 2000 | Shadows of Desire | —                  | C.L.L Crystal Lover Light            |
| 2001 | Girl's Night | 100                | 637: Always and Forever              |
| 2001 | Ex-Boyfriend (feat. Verbal of M-Flo)                                                                                 | 44                 | 637: Always and Forever              |
| 2001 | Think of U | 60                 | Almost Seventeen                     |
| 2002 | Hard to Say | 26                 | Almost Seventeen                     |
| 2002 | Girl U Love | 156                | Almost Seventeen                     |
| 2003 | Boyfriend: Part II                                                                                                   | 23                 | 4 Real                               |
| 2003 | I Like It (como Crystal Kay loves M-Flo)                                                                             | 8                  | 4 Real                               |
| 2003 | Candy | 21                 | 4 Real                               |
| 2003 | Can't be Stopped | 146                | 4 Real                               |
| 2004 | Motherland | 9                  | CK5                                  |
| 2004 | Bye My Darling! | 40                 | Crystal Style                        |
| 2005 | Kiss | 10                 | Crystal Style                        |
| 2005 | Koi ni Ochitara (恋におちたら; Se eu me apaixonar)                                                                   | 2                  | Call Me Miss...                      |
| 2005 | Two as One (como Crystal Kay x Chemistry)                                                                            | 2                  | Call Me Miss...                      |
| 2006 | Kirakuni/Together | 27                 | Call Me Miss...                      |
| 2007 | Kitto Eien ni (きっと永遠に; Certamente sempre)                                                                      | 12                 | All Yours                            |
| 2007 | Konna ni Chikaku de... (こんなに近くで...; Está tão perto...)                                                        | 14                 | All Yours                            |
| 2007 | Anata no Soba de (あなたのそばで; Ao seu lado)                                                                       | 30                 | All Yours                            |
| 2008 | Namida no Saki ni (涙のさきに; Com lágrimas)                                                                         | 42                 | Color Change!                        |
| 2008 | One | 32                 | Color Change!                        |
| 2009 | After Love: First Boyfriend/Girlfriend (feat. Kaname of Chemistry/feat. BoA)                                         | 31                 | Best of Crystal Kay / Spin The Music |
| 2010 | Journey (Kimi to Futari de) (君と二人で; Junto a você)                                                               | 192                | Spin The Music                       |
| 2011 | Superman | 55                 | Vivid                                |
| 2012 | Delicious na Kinyoubi / Haru Arashi (デリシャスな金曜日/ハルアラシ; Sexta-feira deliciosa / Tempestade de primavera) | 171                | Vivid                                |
| 2012 | Forever | —                  | Vivid                                |
| 2015 | Kimi Ga Ita Kara (君がいたから; Porque você estava lá)                                                               | 27                 | Shine                                |
| 2015 | Revolution (feat. Namie Amuro)                                                                                       | 6                  | Shine                                |
| 2016 | Sakura (サクラ; Flor de cerejeira)                                                                                   | 30                 | For You                              |
| 2016 | Lovin' You | 149                | For You                              |

### Singles digitais
| Ano        | Single                                              |            |            |            |            |            |            |            |            |            |
| Em Japonês | Em Japonês                                          | Em Japonês | Em Japonês | Em Japonês | Em Japonês | Em Japonês | Em Japonês | Em Japonês | Em Japonês | Em Japonês |
| ---------- | --------------------------------------------------- | ---------- | ---------- | ---------- | ---------- | ---------- | ---------- | ---------- | ---------- | ---------- |
| 2008       | Deaeta Kiseki (出会えた奇跡; Um encontro milagroso) |            |            |            |            |            |            |            |            |            |
| 2013       | My Heart Beat                                       |            |            |            |            |            |            |            |            |            |
| 2015       | THE LIGHT                                           |            |            |            |            |            |            |            |            |            |
| 2015       | Nando Demo (何度でも; Incontáveis vezes)            |            |            |            |            |            |            |            |            |            |
| 2016       | Waiting For You (CM Version)                        |            |            |            |            |            |            |            |            |            |
| 2017       | Faces                                               |            |            |            |            |            |            |            |            |            |
| 2018       | Shiawase tte. (幸せって。; Felicidade.)             |            |            |            |            |            |            |            |            |            |
| Em Inglês  |                                                     |            |            |            |            |            |            |            |            |            |
| 2014       | Busy Doing Nothing                                  |            |            |            |            |            |            |            |            |            |
| 2014       | Rule Your World                                     |            |            |            |            |            |            |            |            |            |
| 2014       | Dum Ditty Dumb                                      |            |            |            |            |            |            |            |            |            |

### Músicas em que participou
| Ano  | Single                                                                                     | Posição no ranking | Álbum                                                  |
| Ano  | Single                                                                                     | JPN                | Álbum                                                  |
| ---- | ------------------------------------------------------------------------------------------ | ------------------ | ------------------------------------------------------ |
| 2001 | Lost Child (Shinichi Osawa e Hiroshi Fujiwara feat. Crystal Kay)                           | 55                 | Satorare Original Soundtrack / 637: Always and Forever |
| 2003 | Reeewind! (como M-Flo loves Crystal Kay)                                                   | 9                  | Astromantic                                            |
| 2007 | Love Don't Cry (como M-Flo loves Crystal Kay)                                              | —                  | Cosmicolor                                             |
| 2009 | Universe (BoA feat. Crystal Kay e Verbal)                                                  | 5                  | Best & USA                                             |
| 2010 | Lovin' You (ラヴィン・ユー Ravin Yū) (Shota Shimizu, Crystal Kay, Mummy-D, Seamo, Dohzi-T) | —                  | Beat Connection                                        |
| 2012 | All You Need Is Love (como parte de "Japan united for Music")                              | 11                 | single para caridade                                   |
| 2012 | Answer (Tee feat. Crystal Kay)                                                             | 77                 | Much Love                                              |
| 2012 | Where the Wild Things Are (Far East Movement feat. Crystal Kay)                            | —                  | Dirty Bass                                             |
| 2012 | Physical (Bradberry Orchestra featuring Suga Shikao, Crystal Kay e Salyu)                  | —                  | single sem álbum                                       |
| 2012 | Fantastic Journey (Daishi Dance featuring Crystal Kay)                                     | —                  | Wonder Tourism                                         |
| 2013 | Inochi no Rhythm (イノチノリズム, "Ritmo da vida") (como parte de "Dance Earth Party")     | 5                  | single sem álbum                                       |
| 2016 | Rock City (Exile Shokichi featuring Sway & Crystal Kay)                                    | —                  | The Future                                             |

## Videografia

### Álbuns de Vídeo
| Título                                                   | Detalhes do álbum                                                                  | Posição no ranking |
| Título                                                   | Detalhes do álbum                                                                  | JPN                |
| -------------------------------------------------------- | ---------------------------------------------------------------------------------- | ------------------ |
| CK 99—04 Music Clips                                     | - Lançamento: 30 de junho de 2004 (JPN) - Gravadora: Epic - Formatos: DVD, UMD     | 19                 |
| CK 04—09 Music Clips 2: Decade                           | - Lançamento: 2 de dezembro de 2009 (JPN) - Gravadora: Epic - Formatos: DVD        | 253                |
| Crystal Kay Live in NHK Hall: 10th Anniversary Tour CK10 | - Lançamento: 16 de junho de 2010 (JPN) - Gravadora: Epic - Formatos: DVD, Blu-ray | 122                |
| CK Live 2012: Vivid                                      | - Lançamento: 6 de março de 2013 (JPN) - Gravadora: Universal - Formatos: DVD      | —                  |

### Participação em videoclipes
| Ano  | Artista(s)   | Vídeo         |
| ---- | ------------ | ------------- |
| 2013 | Travie McCoy | "Rough Water" |

### Filmografia
| Dramas | Dramas                                | Dramas                                  | Dramas                              |
| Ano    | Título                                | Papel                                   | Notas                               |
| ------ | ------------------------------------- | --------------------------------------- | ----------------------------------- |
| 2010   | Hidarime Tantei EYE                   | Kokusho Akira                           | Papel de apoio                      |
| Filmes |                                       |                                         |                                     |
| Ano    | Título                                | Papel                                   | Notas                               |
| 2008   | Pokémon: Giratina and the Sky Warrior | Lucky (voz) (Chansey da Enfermeira Joy) | Canta o tema de encerramento, "One" |
| 2009   | Yamagata Scream                       | Casey                                   |                                     |
| 2011   | Happy Feet Two                        | Gloria (voz)                            | Dublagem japonesa                   |
| 2013   | Hikayat Hang Kway Teow                | Tan Tee Jah                             | Curta-metragem em inglês/malaio     |
| 2015   | Seoul Searching                       | Jamie                                   |                                     |
| 2018   | The Earthquake Bird                   | cantora de boate                        | Em produção                         |

### Programas
- Boys & Girls Night
- Kiite Milk!! (きいてミルク!!)
- [2006 - 2007]: Hama LOVE (濱)
- [2007.06]: ARTIST PRODUCE SUPER EDITION
- [2007 - 2008]: THE UNIVERSE
- [2008 - 2009]: STANDBY OH! MY RADIO
- [2008 - 2009]: OH! MY RADIO